# Modèle de Ricker

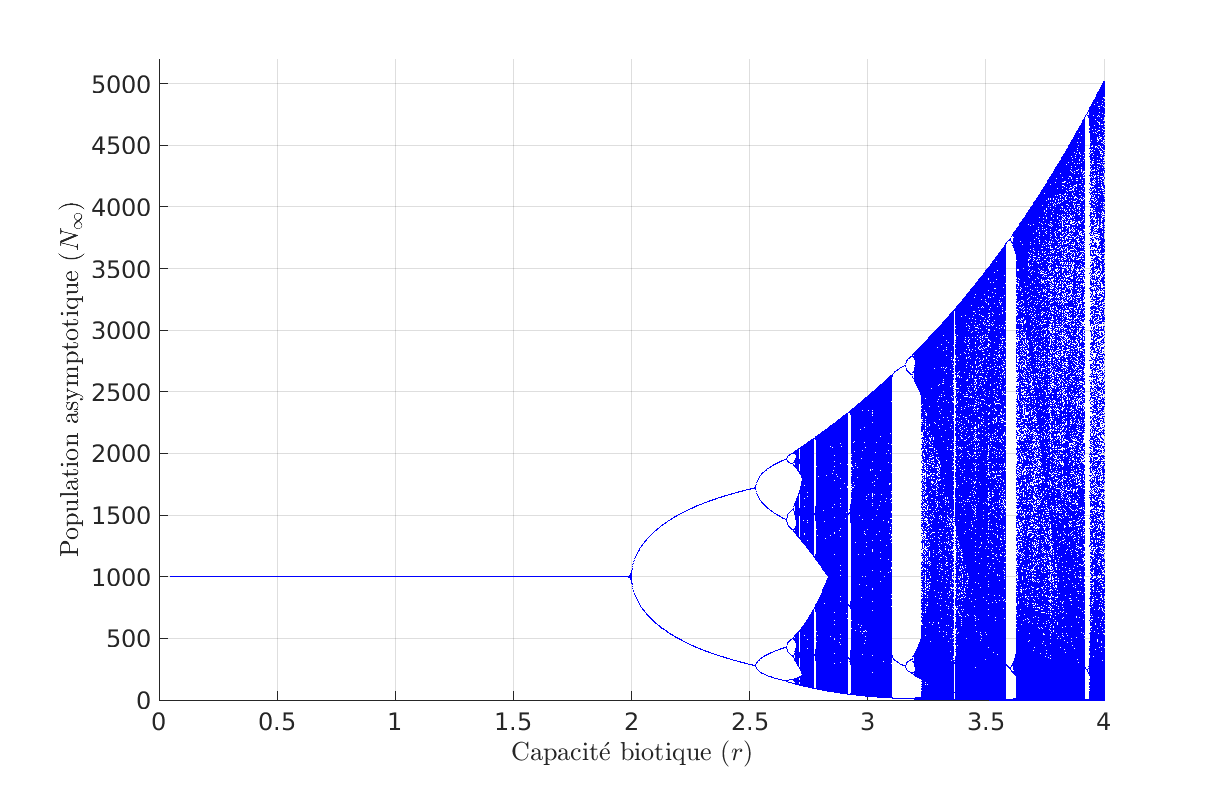
Diagramme de bifurcation du modèle de Ricker avec une capacité biotique de 1000.

En dynamique des populations, le modèle de Ricker est un modèle en temps discret de croissance d'une population. Il est nommé d'après Bill Ricker et a été formulé en 1954 dans le cadre de l'étude de la dynamique des stocks de poissons et la gestion des pêcheries.

## Formulation du modèle
Le modèle de Ricker décrit le nombre d'individus (ou la densité d'individus) au temps {\displaystyle t+1}, noté {\displaystyle N_{t+1}}, comme une fonction du nombre d'individus au temps {\displaystyle t}, noté {\displaystyle N_{t}},  à la génération précédente. Le modèle prend la forme {\displaystyle N_{t+1}=f(N_{t})} où {\displaystyle f:x\mapsto f(x)} est une fonction. Le choix de Bill Ricker se porte sur {\displaystyle f(x)=\exp \left(r\left(1-{\dfrac {x}{K}}\right)\right)}et le modèle prend la forme :
{\displaystyle N_{t+1}=N_{t}e^{r\left(1-{\frac {N_{t}}{K}}\right)}.\,}
Le paramètre {\displaystyle r>0} s'interprète comme le taux de croissance intrinsèque de la population et {\displaystyle K>0} comme la capacité biotique de l'environnement.
Ce modèle peut être vu comme un cas limite du modèle de Hassel: {\displaystyle N_{t+1}=k_{1}{\frac {N_{t}}{\left(1+k_{2}N_{t}\right)^{c}}}}.

## Analyse du modèle

### Influence du taux de croissance

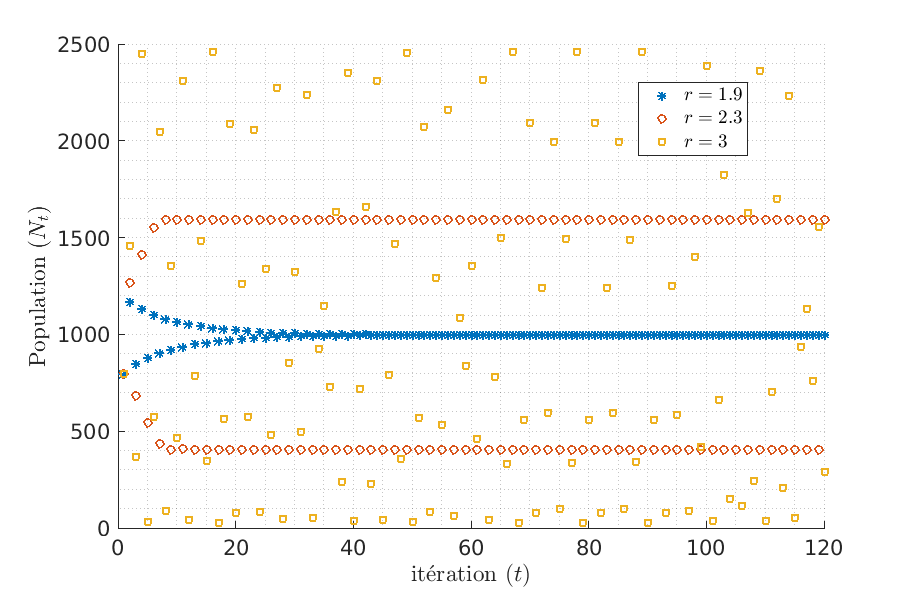
Quelques simulation du modèle de Ricker partant d'une population de 800 individus et avec une capacité biotique de K=1000 et différentes valeurs de r.

Le comportement de la suite générée par le modèle de Ricker dépend de la valeur de {\displaystyle r}. La suite converge vers un équilibre stable, évolue selon un cycle périodique ou a un comportement chaotique. Par le calcul[réf. nécessaire], on obtient : 
- pour {\displaystyle 0<r<2}, la population convergera vers un équilibre stable ;
- pour {\displaystyle 2<r<2,692}, la population évoluera selon des cycles périodiques ;
- pour {\displaystyle r>2,692}, la population aura un comportement chaotique, avec des retours ponctuels à la périodicité.

Une population dont la croissance peut être modélisée selon une suite de Ricker aura ainsi un comportement convergent, périodique, ou chaotique, en fonction des paramètres. Ces différents comportement sont illustrés par l'image présente issue d'une simulation numérique.

### Influence de la capacité biotique

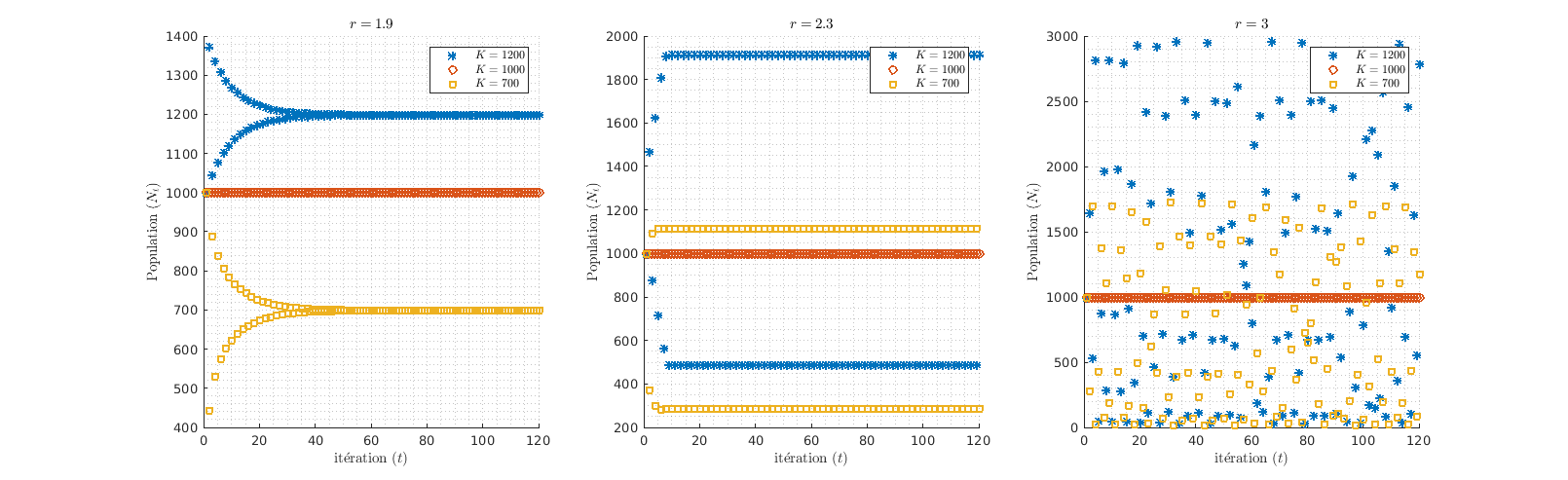
Quelques simulation du modèle de Ricker utilisant différentes valeurs de r et K. La population initiale est composée de 1000 individus.

La capacité biotique {\displaystyle K} représente la population maximale que le milieu peut accueillir. Si  {\displaystyle N_{0}=K}, on déduit que {\displaystyle N_{t}=N_{0}} quel que soit {\displaystyle t} : la population est constante. En revanche, si {\displaystyle N_{0}\neq K}, le comportement de la suite dépend de la valeur des paramètres, dont {\displaystyle r}. On illustre cela grâce aux simulations ci-dessous :

## Applications
Le modèle de Ricker a été utilisé pour prédire la dynamique de populations de poissons dans une pêcherie,.

## Variantes
Plusieurs modèles dérivant du modèle de Ricker ont été formulés, notamment pour prendre en compte la compétition pour les ressources (compétition par exploitation),